# Acalypha controversa
Acalypha controversa är en törelväxtart som först beskrevs av Carl Ernst Otto Kuntze, och fick sitt nu gällande namn av Karl Moritz Schumann. Acalypha controversa ingår i släktet akalyfor, och familjen törelväxter. Inga underarter finns listade i Catalogue of Life.